# الماس خونین
الماس خونین یا الماس خون (به انگلیسی: Blood Diamond) نام یک فیلم مهیج، محصول سال ۲۰۰۶ میلادی، به کارگردانی ادوارد زوئیک و با بازی لئوناردو دی‌کاپریو، جنیفر کانلی و جایمن هانسو است. موضوع فیلم به تجارت غیرقانونی «الماس‌های خونین» در جنگ داخلی سیرالئون توسط گروه‌های شورشی می‌پردازد. دلیل اسم گذاری این فیلم هم به دلیل لقب کشور سیرالئون است که به الماس خون شهره است.

## داستان
در سال ۱۹۹۹، کشور سیرالئون درگیر یک جنگ داخلی خونین است. جبهه متحد انقلابی (RUF) با ایجاد وحشت در روستاها، بسیاری از مردم را به بردگی گرفته و آنها را مجبور به استخراج الماس می‌کند؛ الماس‌هایی که تامین مالی جنگ آنها را به شدت تقویت می‌کند. سلیمان وندی، ماهی‌گیر قوم مند از روستای شنگه، از خانواده‌اش جدا شده و به کار در معادن زیر نظر کاپیتان پویزن، یک جنگسالار بی‌رحم، گمارده می‌شود.
در هنگام استخراج از بستر رودخانه، وندی الماسی بزرگ به رنگ صورتی کشف می‌کند. کاپیتان پویزن تلاش می‌کند سنگ را تصاحب کند، اما ناگهان منطقه توسط نیروهای دولتی مورد حمله قرار می‌گیرد. وندی الماس را مخفی می‌کند و سپس دستگیر می‌شود. وندی و پویزن به همراه دنی آرچر، قاچاقچی اسلحه زیمبابوه‌ای و سرباز سابق جنگ آنگولا که به دلیل تلاش برای قاچاق الماس به لیبریا زندانی شده، در فری‌تاون زندانی می‌شوند. این الماس‌ها قرار بود به رودولف وان ده کاپ، تاجر فاسد معدنچی در آفریقای جنوبی، تحویل داده شوند.
آرچر پس از شنیدن داستان الماس صورتی، برنامه‌ریزی می‌کند تا خود و وندی آزاد شوند. او به کیپ‌تاون می‌رود تا با کارفرمایش، سرهنگ کوتزئی، افسر سابق ارتش آپارتاید آفریقای جنوبی که اکنون یک شرکت نظامی خصوصی را اداره می‌کند، ملاقات کند. آرچر می‌خواهد الماس را بفروشد و بازنشسته شود، اما کوتزئی آن را به عنوان غرامت برای شکست ماموریت قاچاق آرچر می‌خواهد. آرچر به سیرالئون بازمی‌گردد، وندی را پیدا می‌کند و به او پیشنهاد می‌دهد که اگر در یافتن خانواده‌اش کمک کند، در پیدا کردن الماس همراهش باشد.
در همین حال، جبهه متحد انقلابی کنترل فری‌تاون را در دست می‌گیرد و پسر وندی، دیا، به عنوان کودک سرباز توسط کاپیتان پویزن آموزش داده می‌شود. آرچر و وندی با کمک خبرنگار آمریکایی، مَدی بوون، که برای افشای تجارت غیرقانونی الماس به آنها نیاز دارد، به شهر کونُ حرکت می‌کنند. در مسیر، آرچر به مَدی می‌گوید که والدینش در جریان جنگ داخلی رودزیا توسط شورشیان کشته شدند و او به جنوب آفریقا گریخت، جایی که به ارتش پیوست و در آنگولا خدمت کرد.
پس از سفری پرخطر، آنها به کونُ می‌رسند، جایی که کوتزئی و نیروهایش با حمایت دولت سیرالئون برای مقابله با شورشیان آماده می‌شوند. مَدی داستان خود را منتشر می‌کند و آرچر و وندی به اردوگاه کاپیتان پویزن می‌روند. دیا، که تحت کنترل شورشیان است، حاضر به پذیرش پدرش نیست. آرچر محل اردوگاه را به کوتزئی اطلاع می‌دهد و نیروهای نظامی حمله می‌کنند. وندی کاپیتان پویزن را با بیل می‌کشد و شورشیان را شکست می‌دهد.
کوتزئی وندی را مجبور می‌کند الماس را تحویل دهد اما آرچر که متوجه خطر او می‌شود، کوتزئی را می‌کشد. دیا مدتی آنها را تهدید می‌کند اما وندی موفق می‌شود ارتباط خانوادگی‌شان را بازسازی کند. آرچر، که زخمی جدی شده، الماس را به وندی می‌سپارد و از او می‌خواهد آن را برای خانواده‌اش نگه دارد. وندی و دیا با خلبان آرچر فرار می‌کنند، در حالی که آرچر تلفنی با مَدی صحبت می‌کند و پس از خداحافظی به آرامی در میان طبیعت زیبای آفریقا جان می‌دهد.
وندی به لندن می‌رسد و با نماینده وان ده کاپ ملاقات می‌کند؛ او الماس را با مبلغ هنگفتی معامله می‌کند و خانواده‌اش را دوباره می‌بیند. مَدی عکس‌های این معامله را برای مقاله‌ای درباره تجارت "الماس‌های خونین" منتشر می‌کند و جنایت‌های وان ده کاپ را افشا می‌سازد. وندی به عنوان سخنران مهمان در کنفرانسی درباره الماس‌های خونین در کیمبرلی حضور می‌یابد و با تشویق گرم حضار روبرو می‌شود.